# Reinwarthhöhe
Die Reinwarthhöhe (auch bekannt als North Dome) ist ein 698 m hoher Eisdom im Norden der Berkner-Insel im westantarktischen Filchner-Ronne-Schelfeis.
Deutsche Wissenschaftler benannten ihn 1991 nach dem deutschen Glaziologen Oskar Reinwarth (1929–2018).